# Porioides
Genre
Synonymes
- Poria Forster, 1970 nec Mulsant, 1850

Porioides est un genre d'araignées aranéomorphes de la famille des Hahniidae.

## Distribution
Les espèces de ce genre sont endémiques de Nouvelle-Zélande.

## Liste des espèces
Selon World Spider Catalog (version 17.0, 16/06/2016) :
- Porioides rima (Forster, 1970)
- Porioides tasmani (Forster, 1970)

## Publications originales
- Platnick, 1989 : Advances in Spider Taxonomy 1981-1987: A Supplement to Brignoli's A Catalogue of the Araneae described between 1940 and 1981. Manchester University Press, p. 1-673.
- Forster, 1970 : The spiders of New Zealand. Part III. Otago Museum Bulletin, vol. 3, p. 1-184.